# Felix Kersten
Eduard Alexander Felix Kersten (30 de setembro de 1898 — 16 de abril de 1960) era o massagista do Reichsführer-SS Heinrich Himmler. Teve papel importante devido a sua insistência frente à Himmler no caso de abandonar os campos de concentração para os cuidados da cruz vermelha. Manteve sua forte influência sobre Himmler na sua decisão de trair Hitler propondo a paz em separado com os aliados excluindo os russos por quem Himmler tinha desprezo devido a suas teorias raciais. Trocava os serviços de massagem em Himmler por presos do campo de concentração, em especial as Testemunhas de Jeová.